# Golestan (Semnan)
Golestan (pers. گلستان) – wieś w ostanie Semnan, w Iranie. Według danych z 2006 roku, populacja wsi wynosiła 419 osób.